# Montsevelier

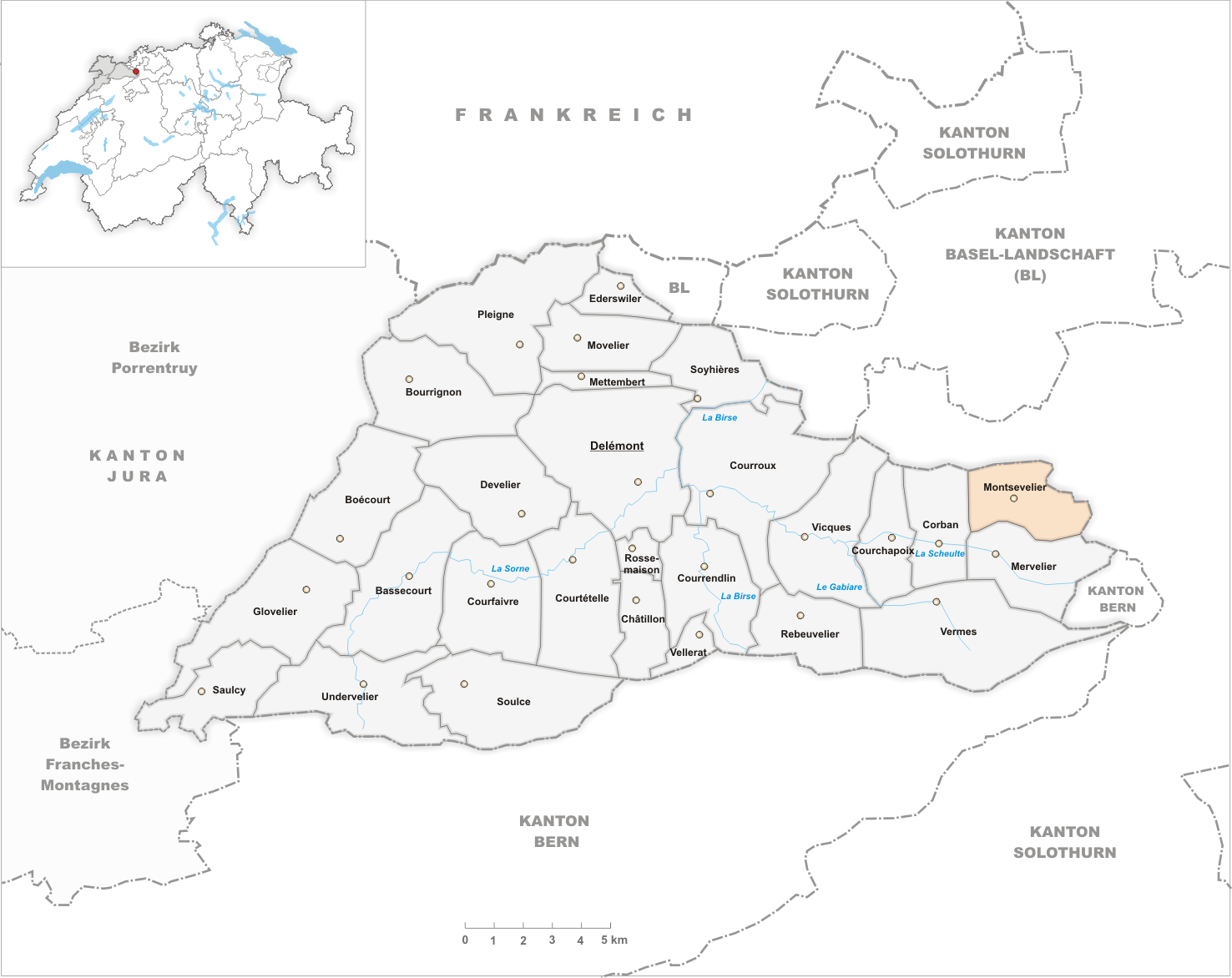
Gemeindestand vor der Fusion am 1. Januar 2013

Montsevelier war eine politische Gemeinde im Distrikt Delémont des Kantons Jura in der Schweiz. Deutsch Mutzwil, mundartlich Mutzbel. Am 1. Januar 2013 fusionierte sie mit den Gemeinden Vermes und Vicques zur neuen Gemeinde  Val Terbi.

## Geographie
Montsevelier liegt auf 565 m ü. M., 13 Kilometer (Luftlinie) östlich des Kantonshauptorts Delémont. Das Bauerndorf erstreckt sich entlang des Baches Ruisseau de Montsevelier im Val Terbi, dem östlichsten Abschnitt des Delsberger Beckens, einer breiten Senke im Faltenjura.
Die Fläche des 7,8 km2 grossen Gemeindegebiets umfasst einen kleinen Abschnitt der landwirtschaftlich intensiv genutzten Talschaft des Delsberger Beckens. Das Gemeindegebiet wird durch den Montsevelier-Bach, einen rechten Seitenbach des Scheltenbachs (französisch La Scheulte), nach Westen zur Birs entwässert. Im Norden und Osten wird Montsevelier von hohen Jurakämmen umrahmt. Die nördliche Gemeindegrenze verläuft auf dem Kamm der Fringelikette (L’Aibaiteuse, 921 m ü. M.). Nach Nordosten besteht auf einem Fussweg über das Welschgätterli (810 m ü. M.) und nach Osten auf einem befahrbaren Feldweg eine Wegverbindung mit dem Lüsseltal. Der höchste Punkt der Gemeinde wird im Südosten auf dem 1073 m hohen Grand Mont erreicht. Von der Gemeindefläche entfielen 1997 4 % auf Siedlungen, 45 % auf Wald und Gehölze und 51 % auf Landwirtschaft.
Zu Montsevelier gehören mehrere Einzelhöfe. Nachbargemeinden sind Mervelier und Corban im Kanton Jura sowie Bärschwil, Grindel, Erschwil und Beinwil im Kanton Solothurn.

## Bevölkerung
Mit 509 Einwohnern (Stand 31. Dezember 2012) gehörte Montsevelier zu den kleineren Gemeinden des Kantons Jura. Von den Bewohnern waren im Jahr 2000 96,2 % französischsprachig und 3,2 % deutschsprachig. Die Bevölkerungszahl von Montsevelier belief sich 1850 auf 414 Einwohner und 1900 auf 384. Im Verlauf des 20. Jahrhunderts wurde ein kontinuierliches Bevölkerungswachstum verzeichnet. Seit 1980 (556 Einwohner) gab es nur noch geringe Schwankungen.

## Wirtschaft
Die Gemeinde ist noch landwirtschaftlich geprägt. Im Dorf gibt es auch Arbeitsplätze im sekundären Sektor, nämlich in den Bereichen Werkzeugmaschinenbau, Uhrmacherei und Feinmechanik. Viele Erwerbstätige (über 50 %) sind Wegpendler und arbeiten vor allem in der Region Delémont.

## Verkehr
Montsevelier liegt abseits von Durchgangsstrassen. Durch eine Buslinie, welche von Delémont via Mervelier nach Montsevelier führt, ist es an den öffentlichen Verkehr angeschlossen.

## Geschichte
Funde von Spuren einer burgundischen Keramikwerkstätte lassen eine Besiedlung des Gemeindegebietes um das 7. Jahrhundert vermuten. Erste Erwähnung findet der Ort 1136 als Muzivilir. Wenig später erscheinen die Namen Munhewilare (1139), Muzwillare (1140), Motzwilre (1242), Muzwilr (1291), Mussevelier (1317) und schliesslich Moncevelier (1462). Der Ortsname geht wahrscheinlich auf das Gehöft eines Musso oder Muzzo zur Zeit der Karolinger zurück.
Montsevelier bildete eine Exklave der Herrschaft von Delsberg und war im Westen und Süden vom Gebiet der Propstei Moutier-Grandval umgeben. Diese war als helvetisches Hoheitsgebiet neutral und wurde 1792, als die Franzosen die Herrschaft von Delsberg besetzten, vorerst nicht angetastet. Montsevelier konnte deshalb nicht eingenommen werden. In der Folge erklärte sich die Gemeinde zur unabhängigen République de Montsevelier, die bis 1798 Bestand hatte. In jenem Jahr wurde Montsevelier Frankreich angegliedert. Anfangs war es Teil des Département du Mont-Terrible, 1800 wurde es mit dem Département Haut-Rhin verbunden. Durch den Entscheid des Wiener Kongresses kam der Ort 1815 an den Kanton Bern und blieb weiterhin eine Exklave des Distrikts Delémont. 
Erst mit dem Übertritt der Nachbargemeinden Mervelier und Corban 1976 zum Distrikt Delémont im Rahmen der Schaffung des Kantons Jura endete dieser administrative Sonderstatus. Am 1. Januar 1979 kam Montsevelier zusammen mit den anderen Gemeinden an den neu gegründeten Kanton Jura.
Die Gemeinden des Val Terbi (das sind Corban, Courchapoix, Courroux, Mervelier, Montsevelier, Vermes und Vicques) planten eine Fusion, welche auf Ende 2012 zustande kommen sollte.

## Sehenswürdigkeiten
Die heutige Dorfkirche im Stil des Eklektizismus wurde 1900–1901 errichtet. Sie steht an der Stelle eines früheren Gotteshauses aus dem 17. Jahrhundert. Zur Pfarrei Montsevelier gehörten bis 1771 auch Mervelier und Schelten. Ausserhalb des Dorfes an der Gemeindegrenze zu Mervelier steht an aussichtsreicher Lage die Kapelle Saint-Grat.

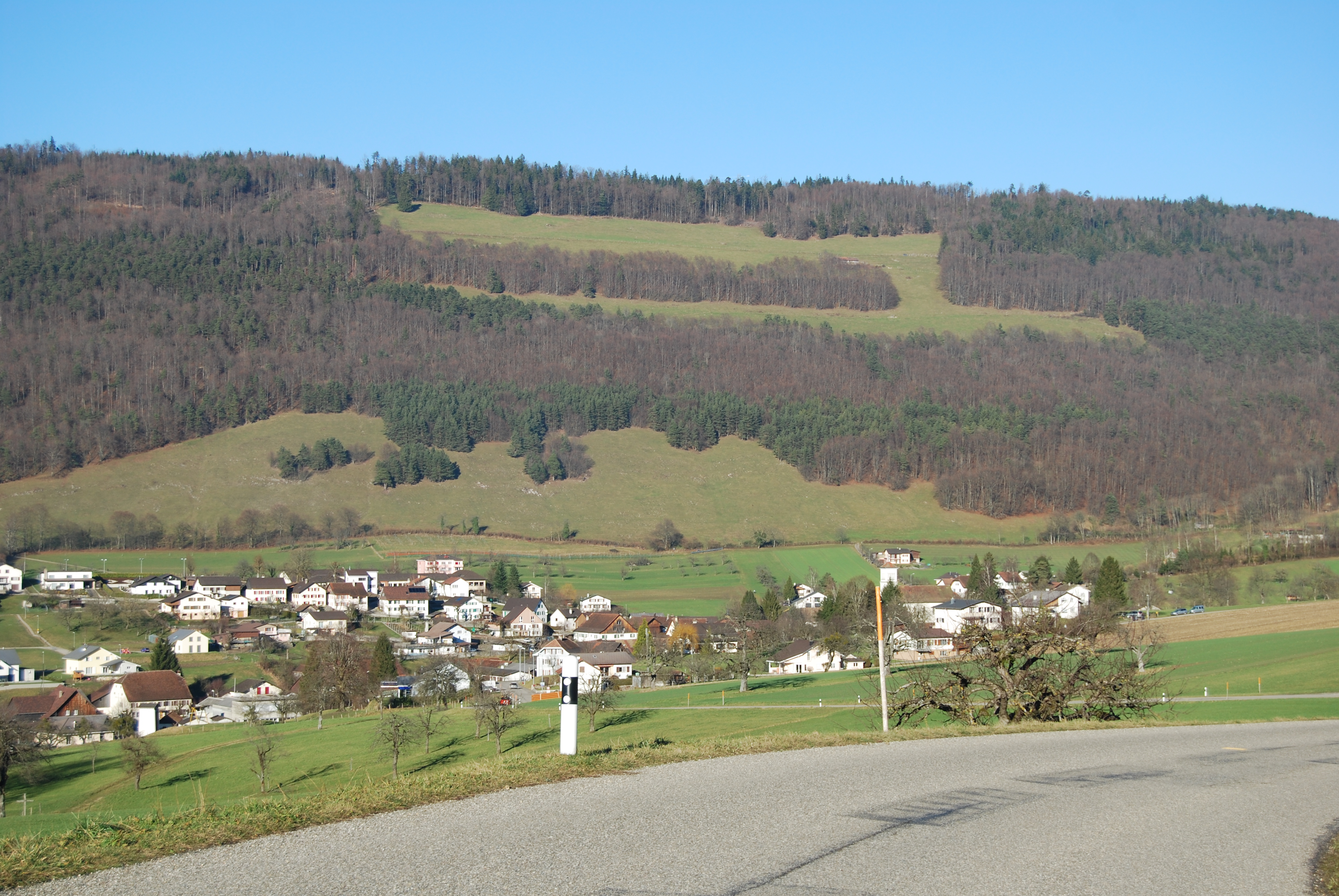
Blick auf das Dorf
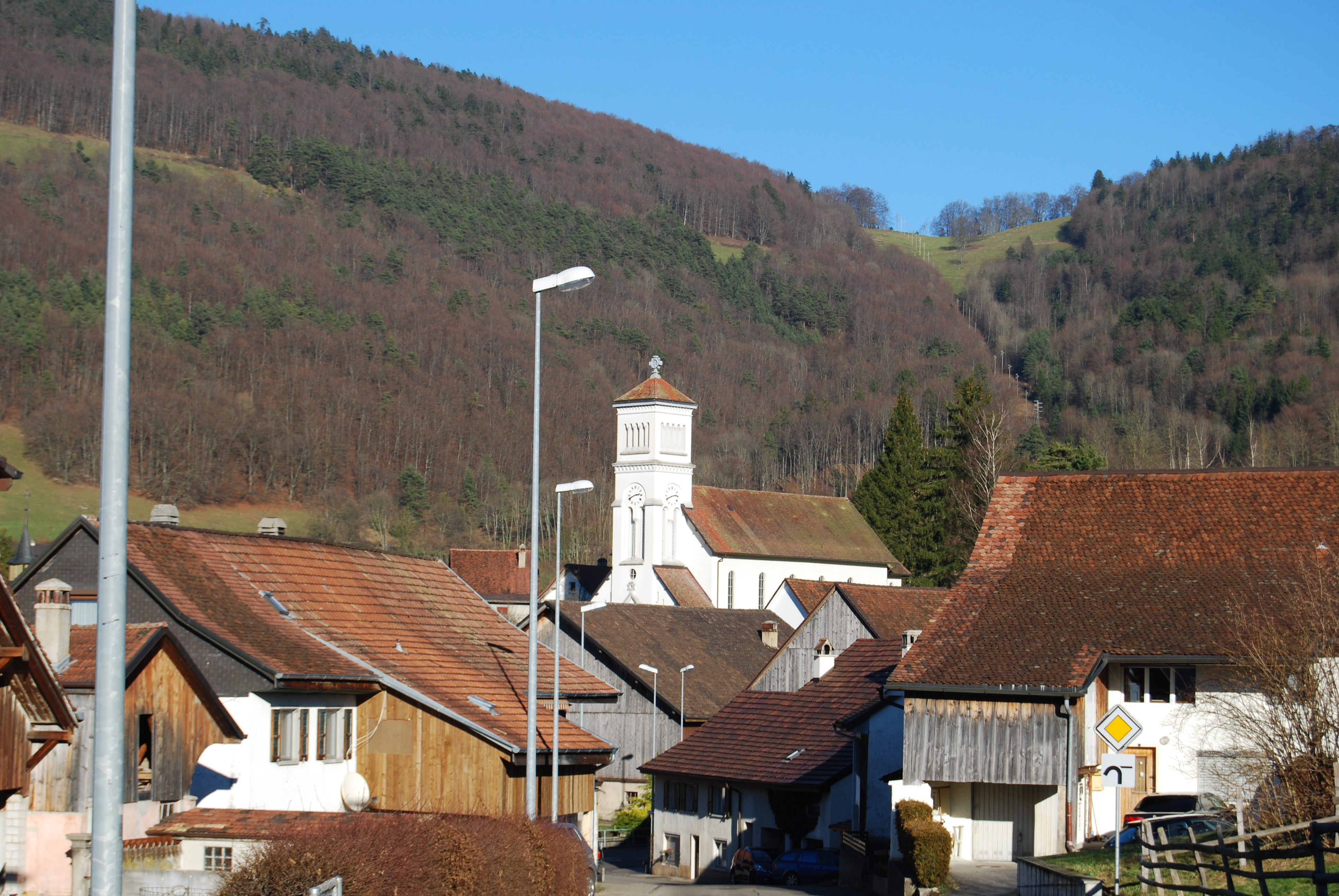
Dorfzentrum mit Kirche
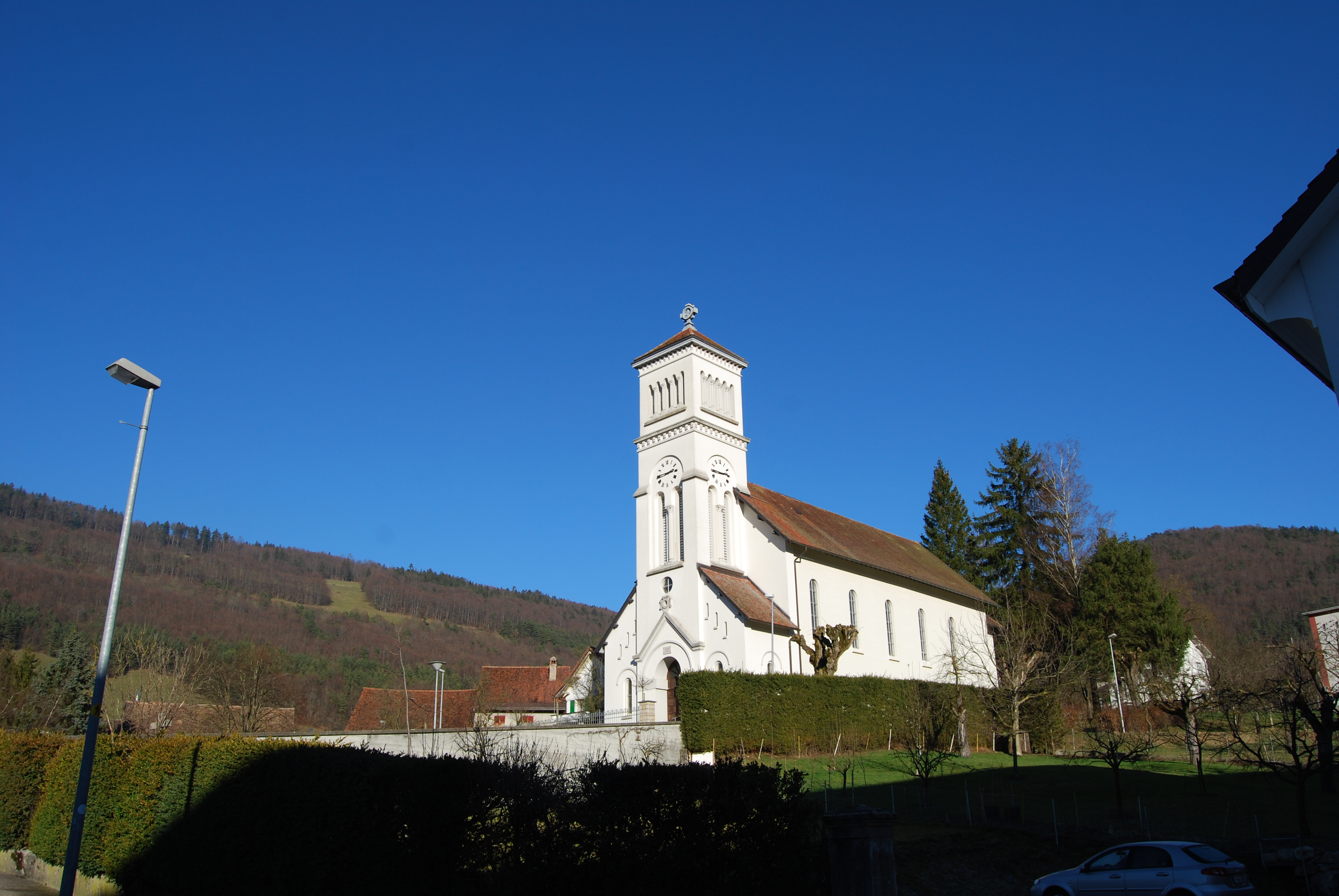
Kirche
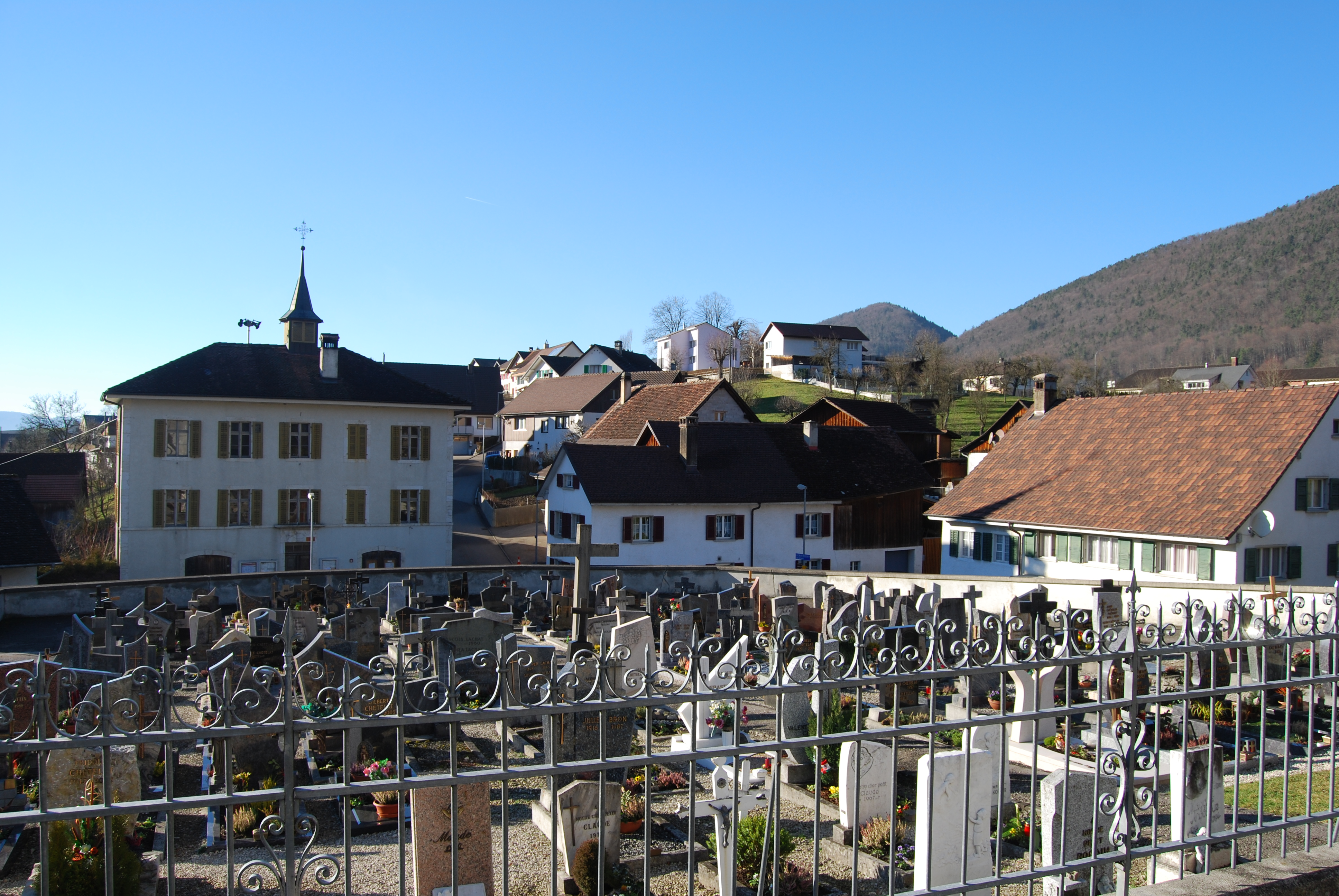
Friedhof
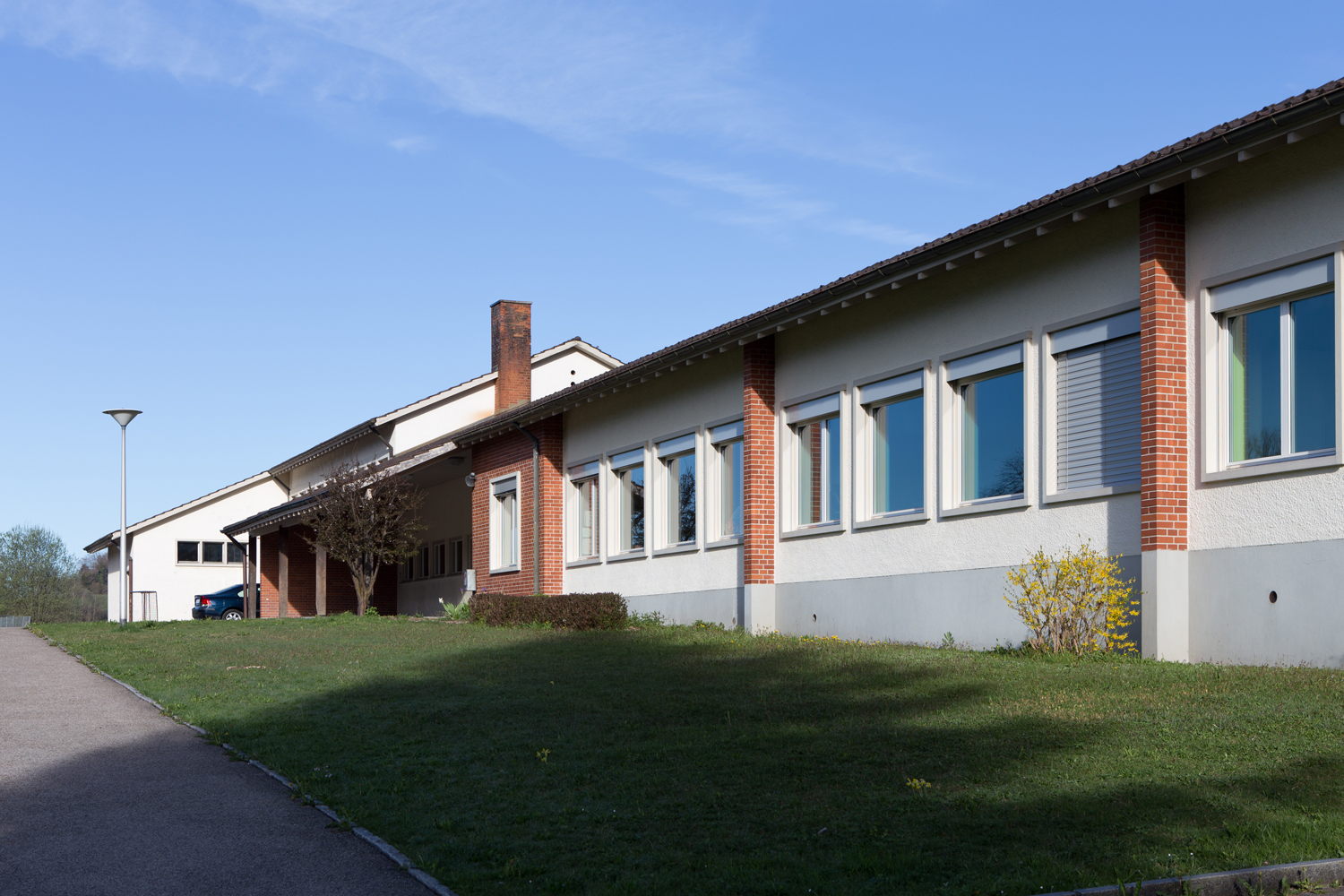
Primarschulhaus
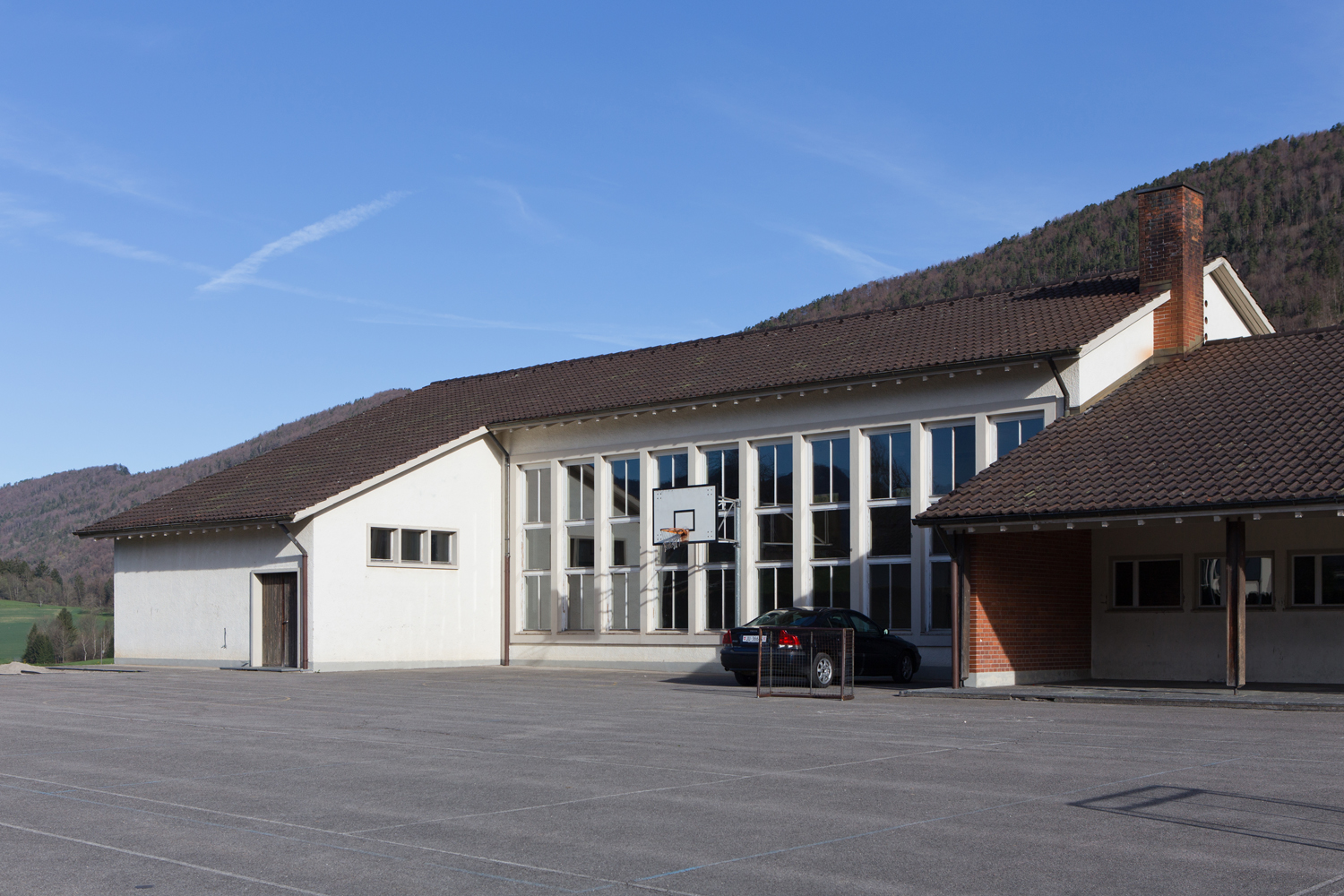
Turnhalle
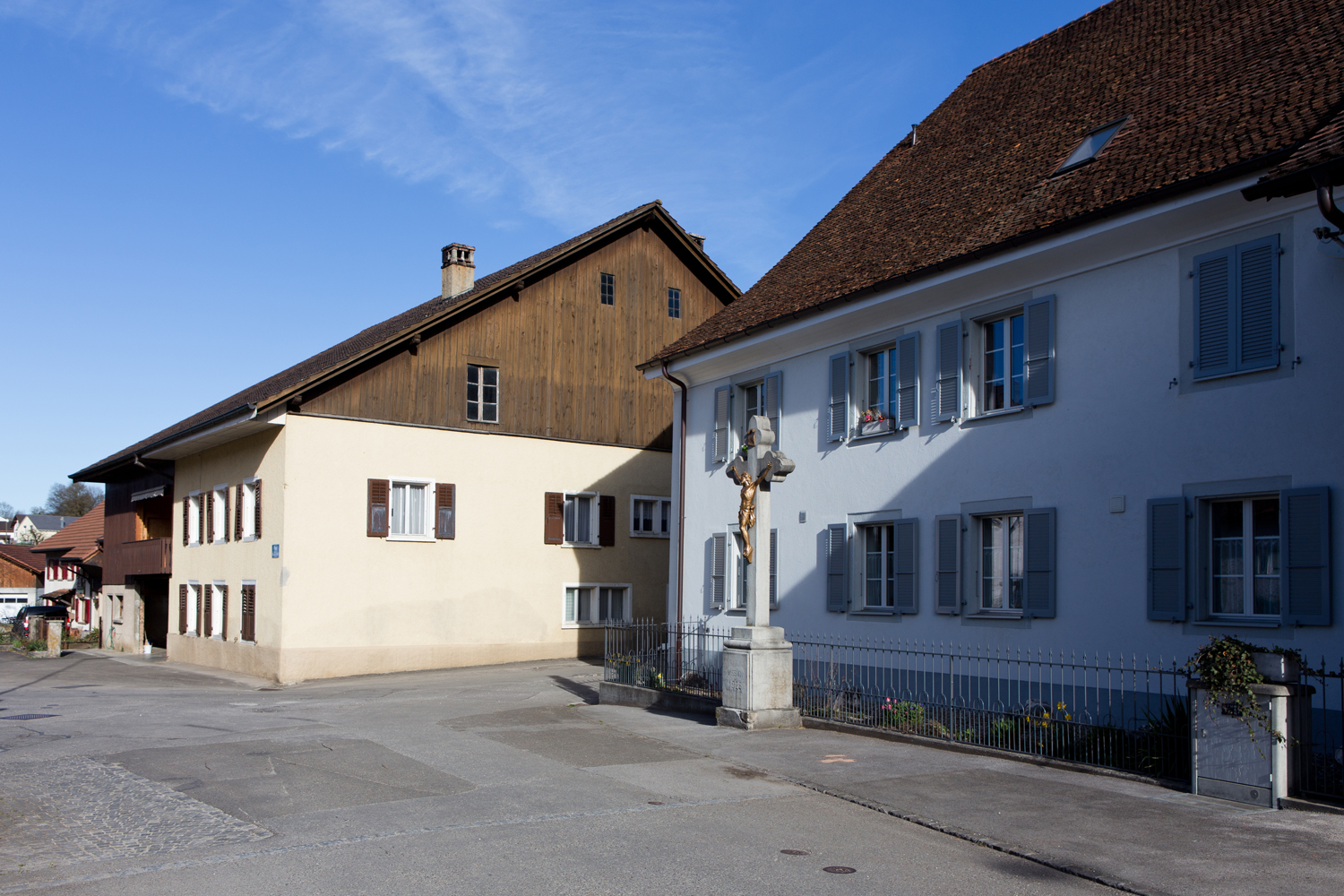
Place du 23 juin
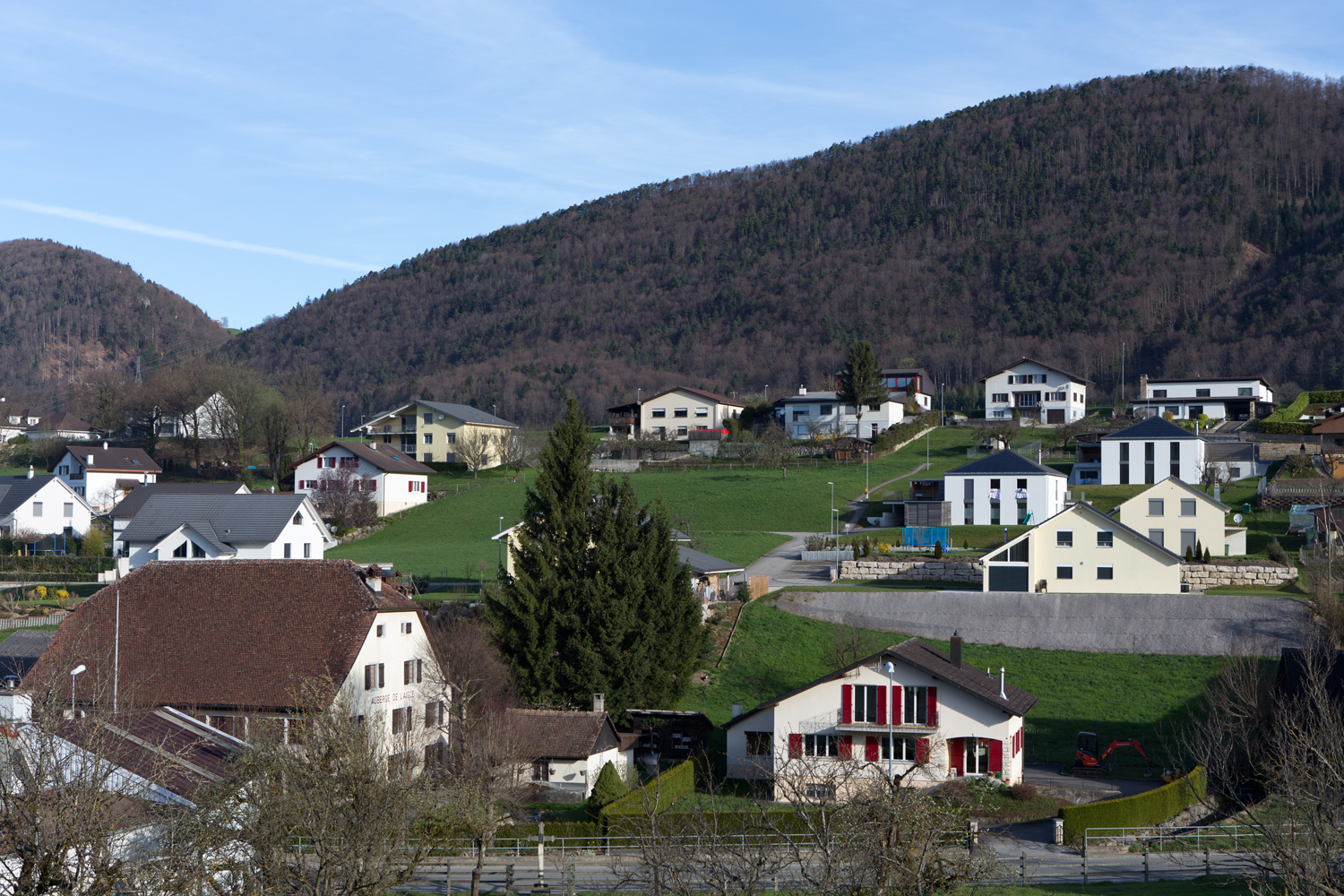
Westlicher Dorfteil

## Persönlichkeiten
- Sarah Marquis (* 1972), Reiseschriftstellerin